# Bassersdorf
Bassersdorf (im einheimischen Dialekt: [ˈbɑsərʃˌtoːrfː] oder kurz Basi [ˈbɑsi]) ist eine politische Gemeinde im Bezirk Bülach, im Unterland des Kantons Zürich in der Schweiz.

## Geographie
Der Ort befindet sich zwischen den Städten Zürich (Entfernung etwa 5 km) und Winterthur (Entfernung etwa 7 km) und gelangte darum in der Zeit der Aufklärung als Transit-Dorf zwischen Zürich und Winterthur zu Wohlstand. Heute arbeitet ein Grossteil der Bevölkerung in der Stadt Zürich oder dem nahen Flughafen Zürich. Als Teil der «Glattalstadt», unweit des Flughafens, der Stadt Zürich und der Stadt Winterthur, hat sich Bassersdorf zu einer mittelgrossen Agglomerationsgemeinde mit allen Vorteilen eines gut situierten Wirtschaftsstandortes entwickelt.

## Bevölkerung
- Bevölkerungsdichte: 1363,7 Einw./km² (Stand 2024)
- Anzahl Privathaushalte: 5142 (Stand 2023)[6]
- Konfessionszugehörigkeit: 22,8 % evangelisch-reformiert, 23,3 % römisch-katholisch, 53,9 % andere oder keine konfessionelle Zugehörigkeit (Stand: 2022).[7]

| Jahr | Einwohner |
| ---- | --------- |
| 1634 | 310       |
| 1710 | 718       |
| 1836 | 825       |
| 1850 | 959       |
| 1900 | 1092      |
| 1950 | 2143      |
| 1970 | 5590      |
| 2000 | 7376      |
| 2005 | 9295      |
| 2010 | 11'052    |
| 2015 | 11'561    |
| 2020 | 11'931    |
| 2022 | 12'053    |
| 2024 | 12'260    |

### Religionen – Konfessionen

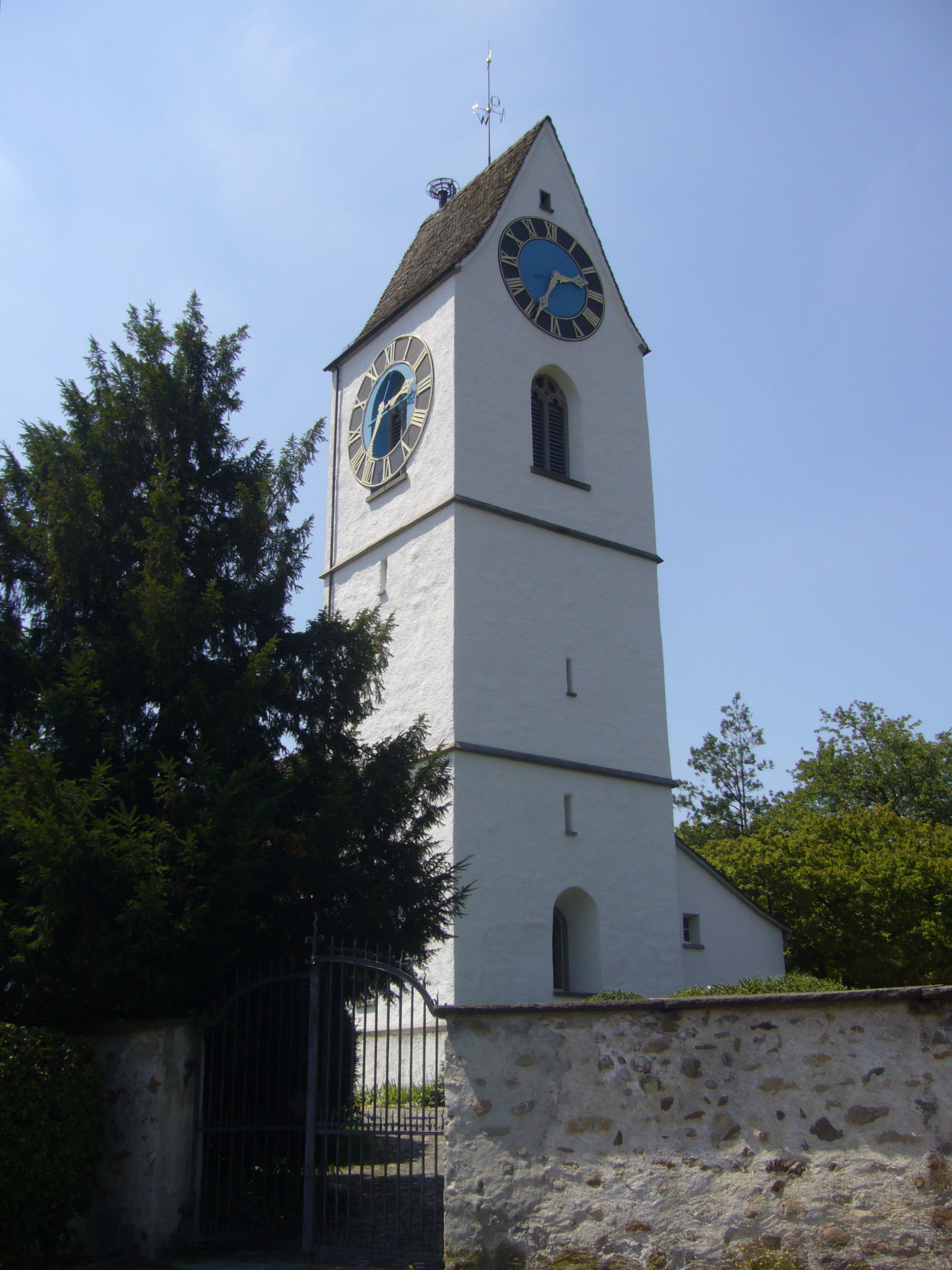
Reformierte Kirche Bassersdorf

Neben den zwei grossen Landeskirchen, der Evangelisch-reformierten Kirchgemeinde Breite und der Römisch-katholischen Kirchgemeinde Bassersdorf-Kloten-Nürensdorf, finden sich in Bassersdorf auch freikirchliche Gemeinden, wie die GvC Chile Basi (Gemeinde von Christen). Die Evangelisch-methodistische Kirchgemeinschaft Bassersdorf baute 1908 für ihre Gläubigen eine Kapelle hinter der Post in Bassersdorf. In der ehemaligen Methodistenkapelle wurde 2003 nach dem Verkauf ein Beratungs- und Stylingstudio eröffnet. Die GvC war zu diesem Zeitpunkt Mieterin des Andachtsraumes. Im Jahr 2006 ist die GvC wegen Platzmangels von der ehemaligen Methodistenkapelle in den Freihof umgezogen.

## Politik
Gemeindepräsident ist seit 2022 Christian Pfaller (SVP).
Bassersdorf gilt als eher konservativ wählende Stadt mit entsprechend bürgerlicher Mehrheit. Bei der Nationalratswahl 2019 erreichten die Parteien folgende Wähleranteile: SVP 32,92 %, SP 17,33 %, FDP 13,57 %, glp 12,29 %, Grüne 8,96 %, CVP 4,23 %, EVP 3,40 %, EDU 2,71 %, BDP 2,38 % und andere (8) 2,21 %.
Die Wähleranteile bei der Nationalratswahl 2023: SVP 33,70 % (+0,77 %), SP 18,38 % (+1,05 %), FDP 12,47 % (−1,10 %), glp 10,43 % (−1,86 %), Die Mitte 8,43 % (+1,82 %), Grüne 6,07 % (−2,89 %), EDU 3,86 % (+1,15 %), EVP 2,67 % (−0,73 %), Aufrecht Zürich 1,50 %, andere (11) 2,51 %.

### Partnergemeinde
- Aigle VD

## Wirtschaft

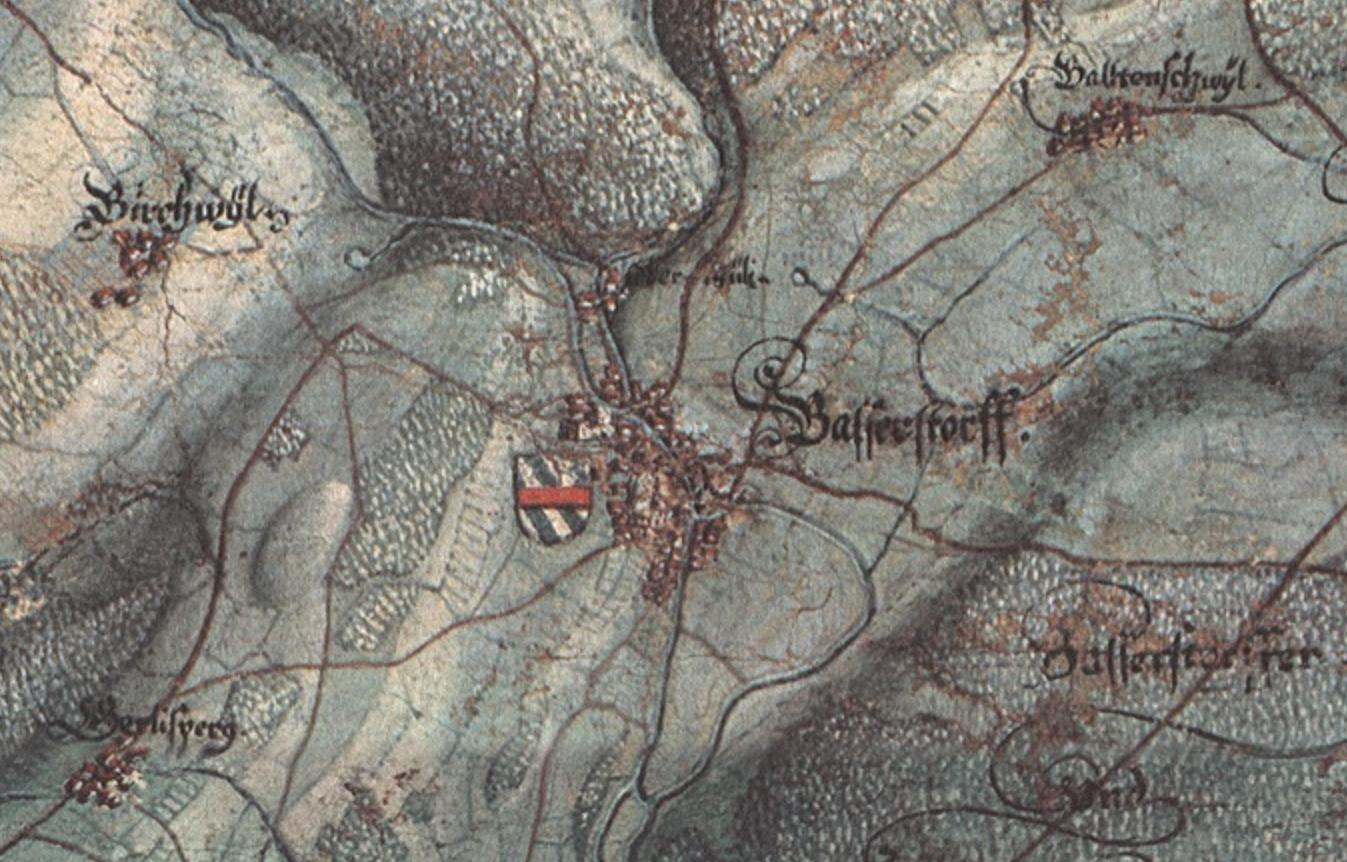
Bassersdorf und Umgebung in der Gygerkarte (1667)

Die Wirtschaft von Bassersdorf ist auf den Flughafen und vom Flughafen abhängige Sektoren ausgerichtet. In Bassersdorf ist zudem die auf Messtechnik spezialisierte Rotronic AG beheimatet.

### Verkehr
Über das Strassennetz in Bassersdorf erreicht man in 10 Minuten den Flughafen Zürich und so hat man auch den Anschluss auf die A1. Über eine Schnellstrasse kommt man nach Wallisellen. 2013 wurden in Bassersdorf flächendeckend Tempo-30-Zonen eingeführt.

#### Schienenverkehr
Von Bassersdorf, an der Bahnstrecke Zürich–Winterthur gelegen, können der Flughafen Zürich, Zürich und Winterthur sehr gut erreicht werden, entweder mit einer der zwei S-Bahn-Linien (S7, S24). Auch verkehrt eine Nacht-S-Bahn nach Stäfa an Wochenenden.
- S 7 Winterthur – Kloten – Zürich HB – Meilen – Rapperswil Verkehrt zwischen Stadelhofen und Meilen ohne Halt.
- S 24 Thayngen – Schaffhausen/Weinfelden – Winterthur – Zürich Flughafen – Zürich HB – Thalwil – Horgen Oberdorf – Zug
- SN7 Bassersdorf – Kloten – Zürich HB – Meilen – Stäfa

#### Busverkehr
Bassersdorf ist am Tarifsverbund ZVV angenetzt und wird durch die VBG und SBW betrieben.
- 660 Bassersdorf, Bahnhof – Nürensdorf, Zentrum – Birchwil bei Nürensdorf – Oberwil bei Nürensdorf – Breite bei Nürensdorf, Grünenwaldstrasse – Brütten, Zentrum – Winterthur, Töss – Winterthur, Bahnhof  (Stadtbus Winterthur)
- 765 Dietlikon, Bahnhof – Brüttisellen, Obere Wangenstrasse – Bassersdorf, Bahnhof – Kloten, Zum Wilden Mann – Zürich Flughafen, Bahnhof
- 766 Bassersdorf, Bahnhof – Talgüetli – Kloten, Grubenstrasse – Kloten, Bahnhof Nur Mo–Fr um 06:37–07:54 und 16:37–17:37
- 769 Bassersdorf, Bahnhof – Nürensdorf, Zentrum – Birchwil bei Nürensdorf – Oberwil bei Nürensdorf – Breite bei Nürensdorf, Winterthurerstrasse Linie 769 Weg A ab Nürensdorf, Berg ohne Halt bis Breite bei Nürensdorf, Sternen.[15]

## Geschichte

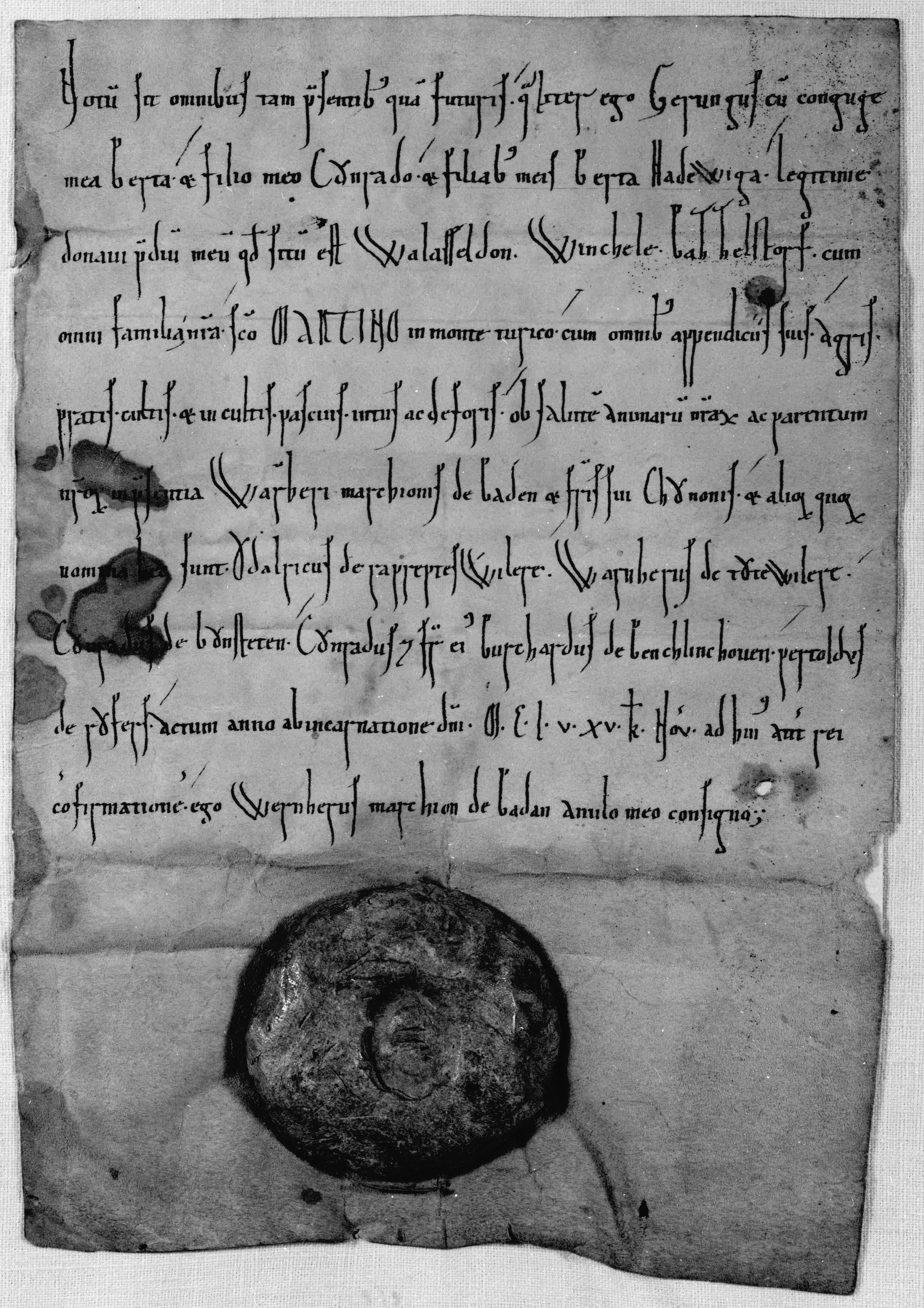
Schenkungsurkunde Gerungs von 1155

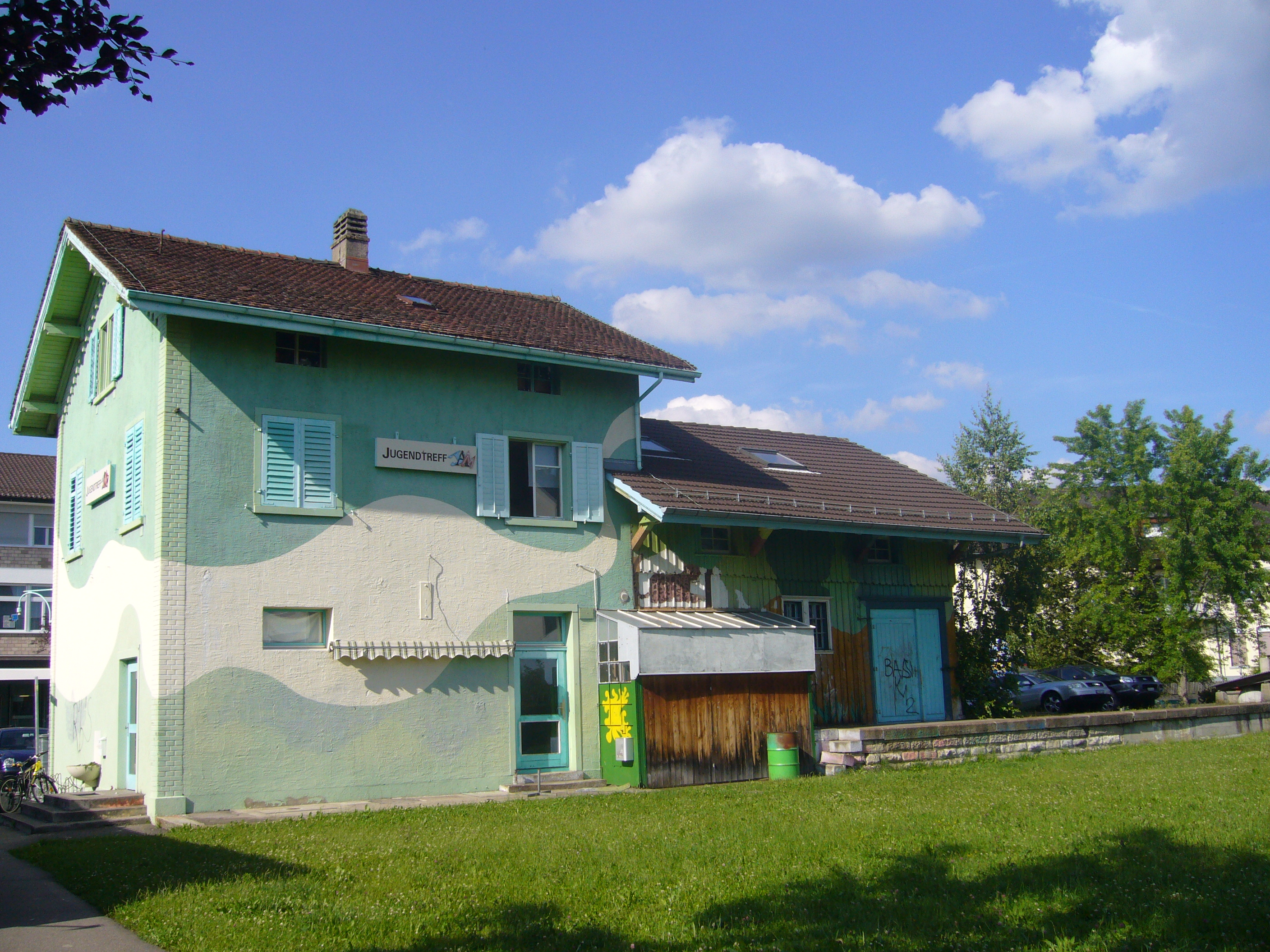
Ehemaliger Bahnhof (heute schon abgerissen, 1980 wurde die Strecke an den südlichen Dorfrand verlegt)

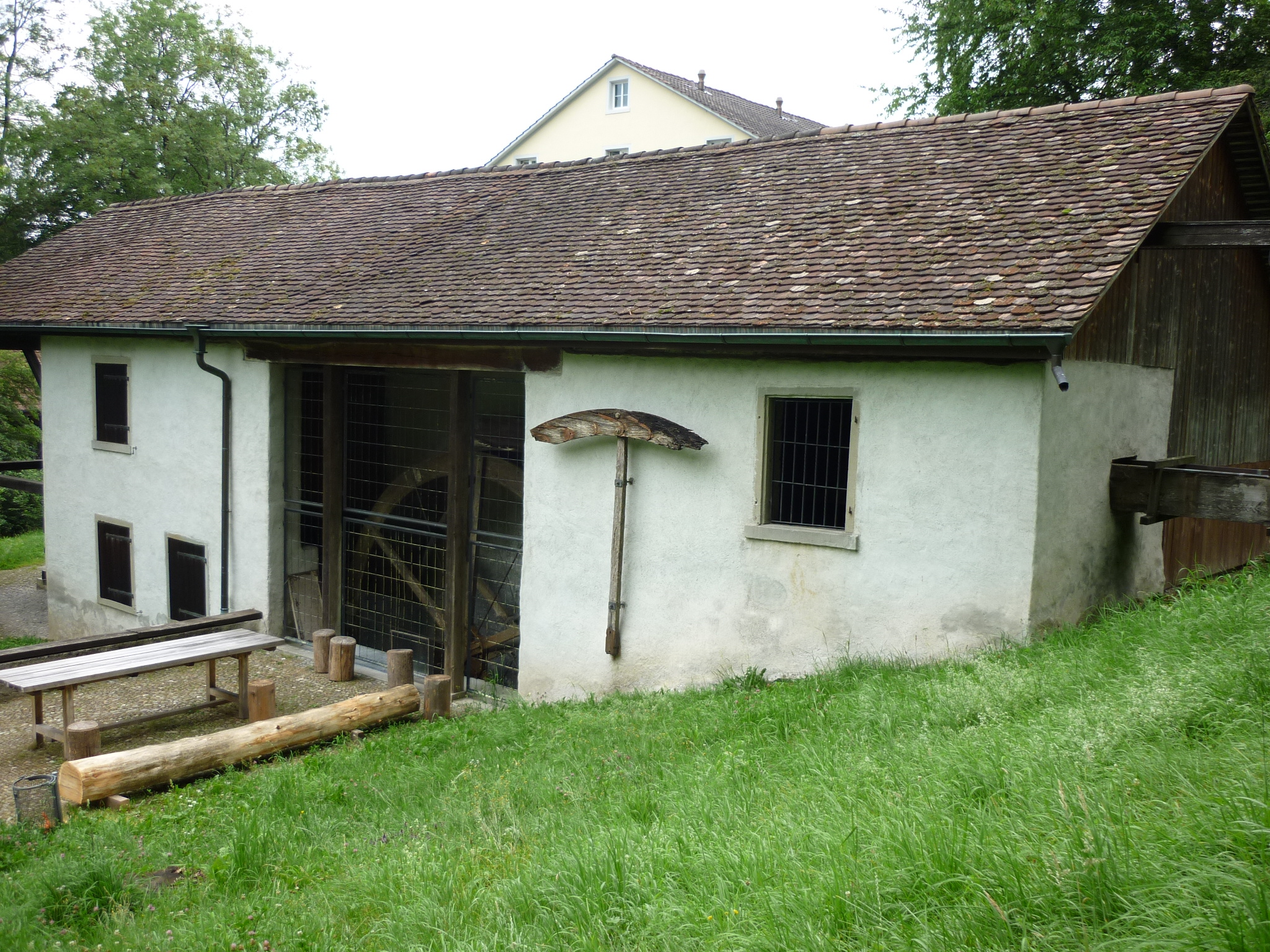
Die funktionstüchtige historische Sägemühle im Wisental

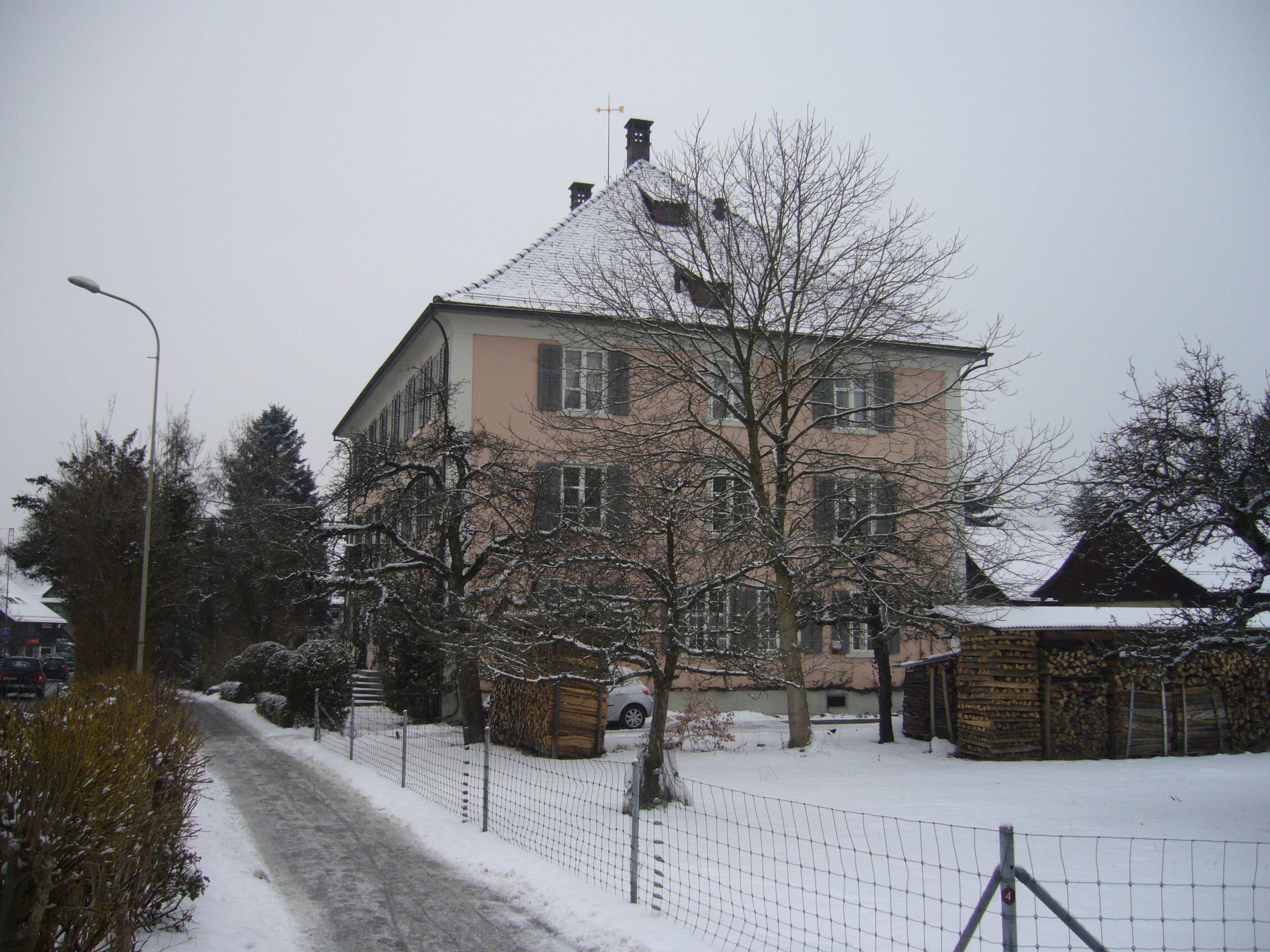
Der «Adler» war ursprünglich ein Gasthof aus dem 17. Jahrhundert und wurde 1872 zum Wohnhaus umgebaut

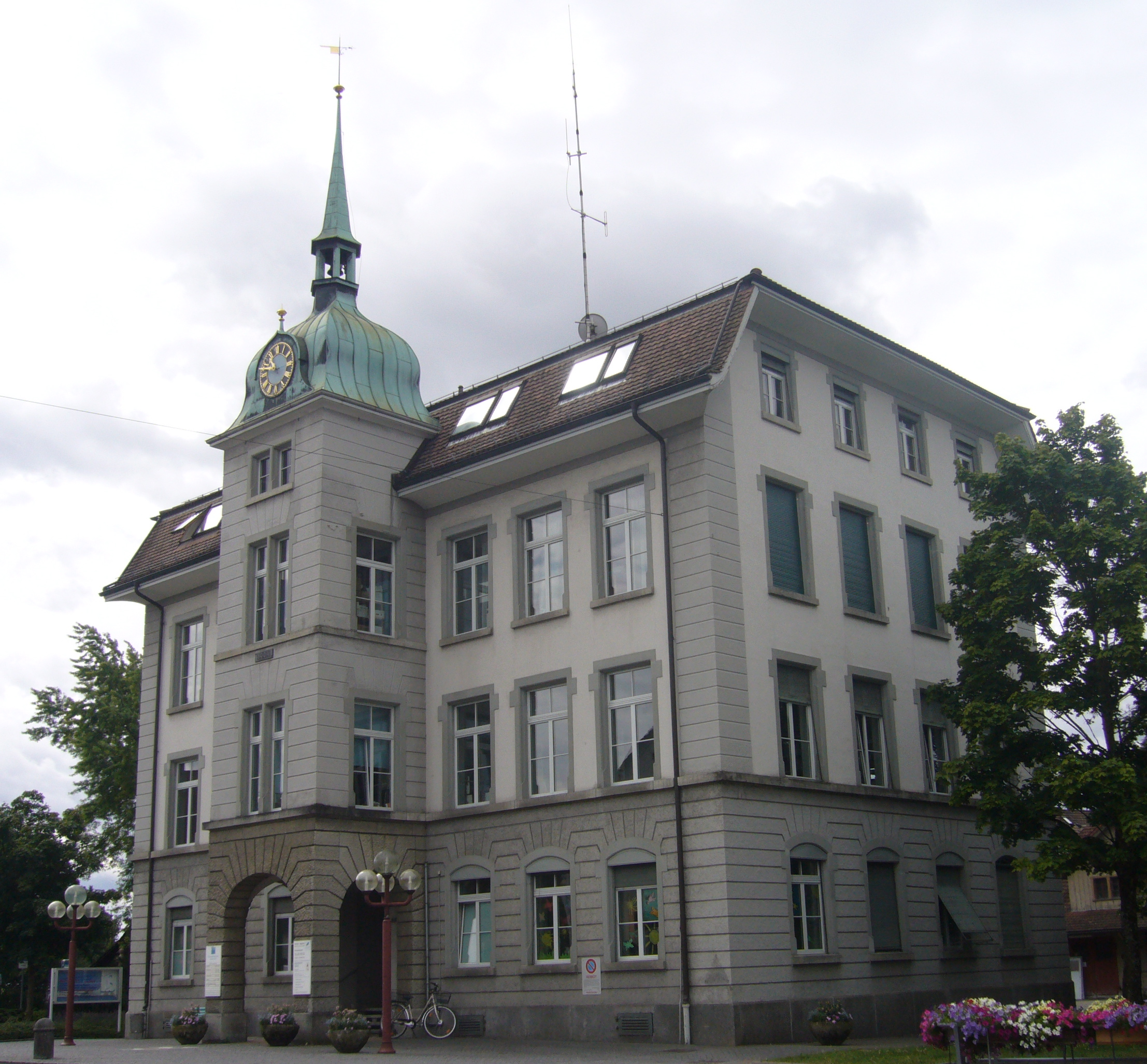
Ehemaliges Schulhaus

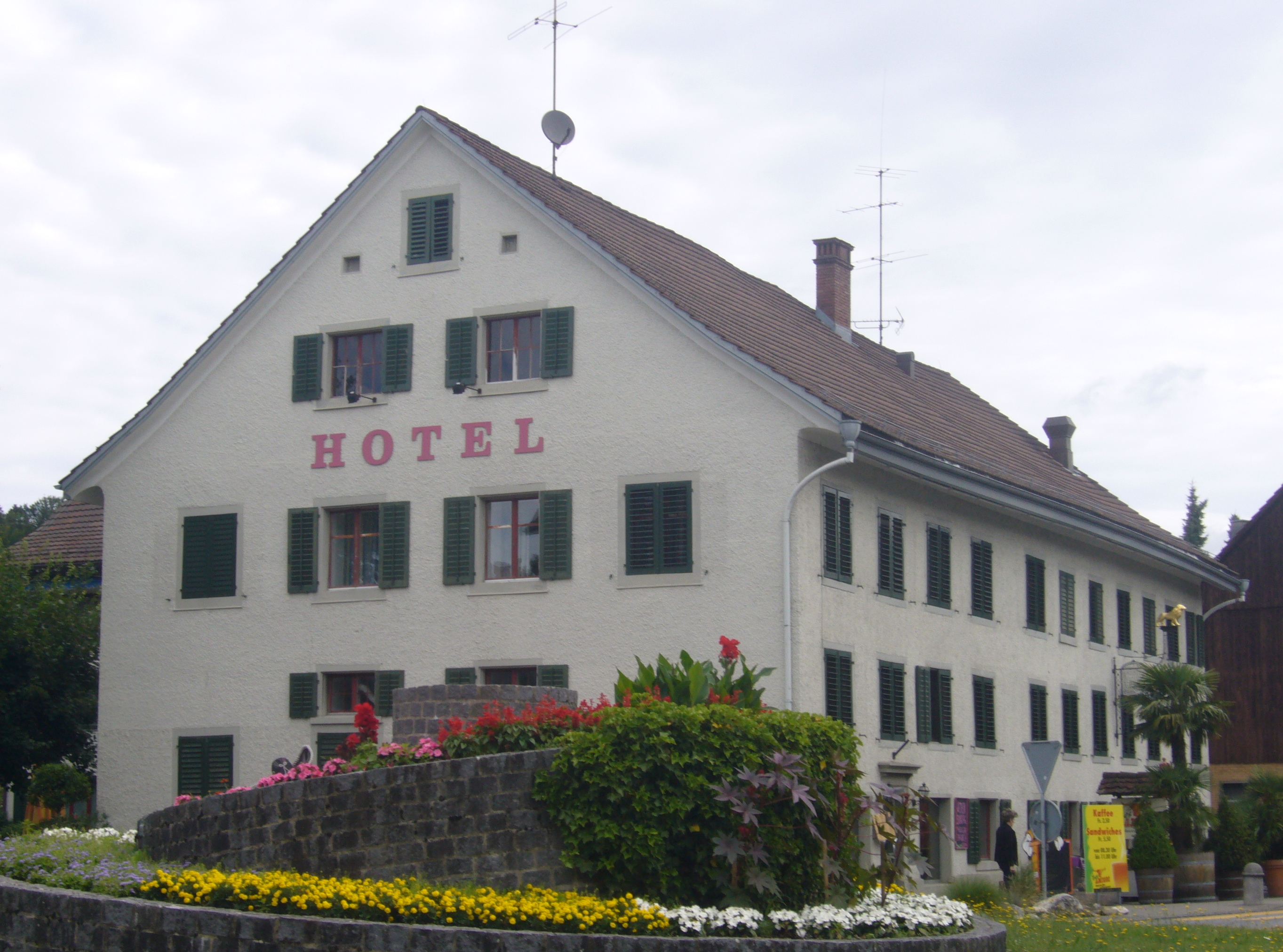
Gasthaus «zum Löwen»

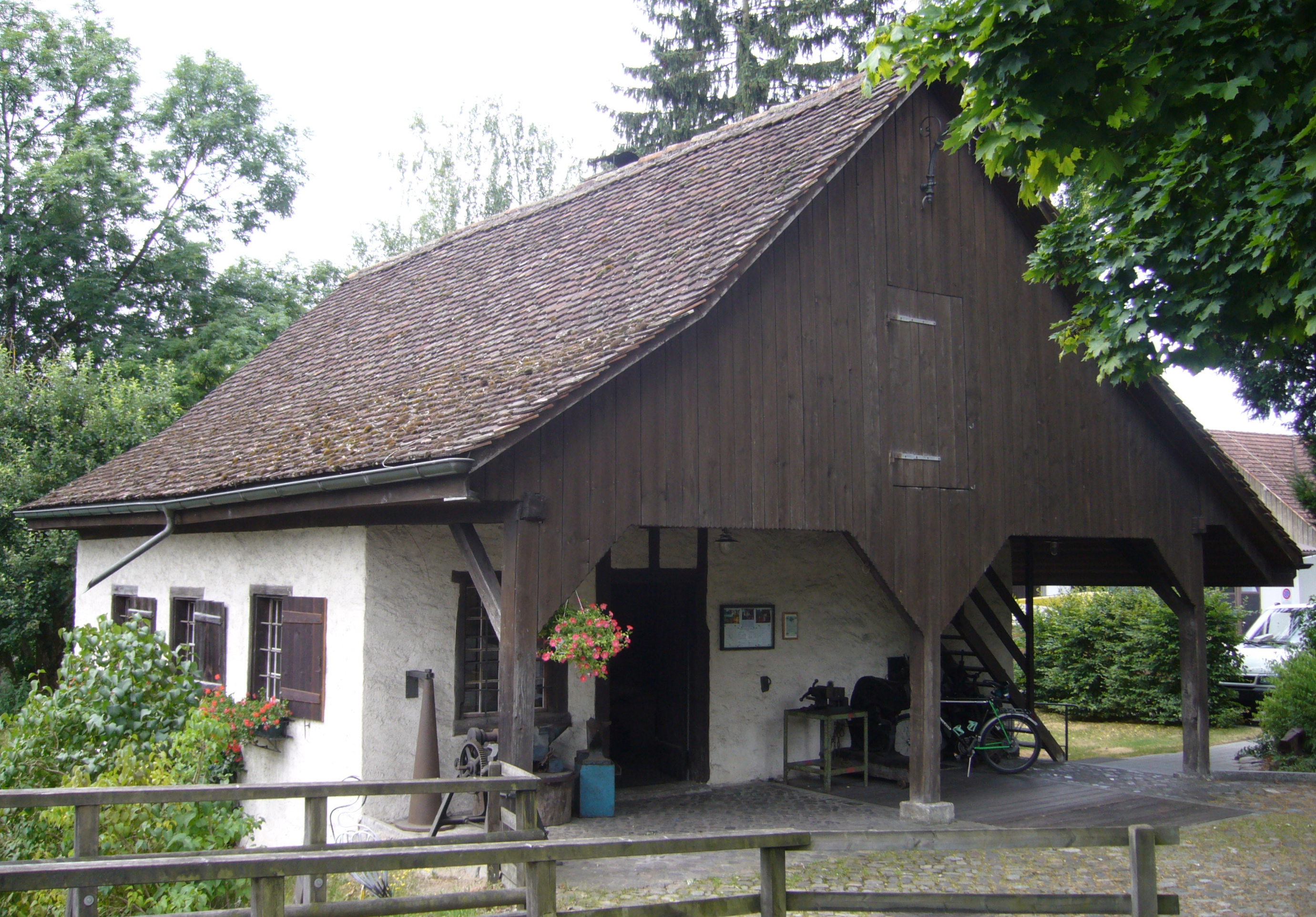
Obere Schmitte

Auf dem Gebiet der heutigen Gemeinde sind Mauern zweier römischer Gutshöfe gefunden worden, deren Gründung aufgrund von Keramikresten ins 1. Jahrhundert n. Chr. datiert wird: der eine im Dorfkern anlässlich Renovationsarbeiten an der reformierten Kirche im Jahre 1963, der andere bereits im 19. Jahrhundert auf einem nördlich des Dorfs gelegenen Hügel.
Die ersten sicheren Belege des Namens datieren auf das mittlere 12. Jahrhundert, in den Formen Pascelstorf, Bascelstorf, Bazzelstorf. Letztere Form findet sich auch in einer Urkunde zur Schenkung des Edlen Gerung an das Kloster St. Martin auf dem Zürichberg, datiert auf den 18. Oktober 1155. Ein älterer Beleg der Schreibung Basselstorff ist nur unsicher datierbar, möglicherweise aus dem frühen 11. Jahrhundert.
Der Name wurde schon früh etymologisiert als «Dorf des Basilius» (daher vermutlich der Reichsapfel im Gemeindewappen, das im 18. und 19. Jahrhundert im Gebrauch war). Diese Deutung wurde auch noch von Kläui und Schobinger (1989) gutgeheissen, es wurde allerdings beanstandet, dass eine Herleitung von Basilius eine Form *Baselsdorf, mit einfachem -s-, erwarten liesse. Ebenfalls wäre ein griechisch-lateinischer Personenname in einem alemannischen Ortsnamen in -dorf ungewöhnlich. Alternativ wurde daher eine Herleitung aus einem alemannischen Personennamen wie Bazzo, Pazzo (mit möglichem Hypokoristikon *Bazzilo) vorgeschlagen.
1277 verkaufte das Kloster Rüti die Mühle in Bassersdorf an das Kloster St. Blasien. Die Habsburger, dann die Grafen von Toggenburg waren Inhaber der Herrschaft und des Blutgerichts. Diese gingen dann an Zürich über, das bis 1798 seine Herrschaftsrechte durch die Landvogtei Kyburg ausüben liess. Dann trat Bassersdorf, das sonst nicht eben viel von sich reden machte, einen Augenblick aus der Namenlosigkeit: 1798 wurde Bassersdorf Hauptort eines Distrikts, der aber bald im Bezirk Bülach aufging. Daran erinnert, dass Bassersdorf heute Sitz eines Notariates ist.
Bassersdorf, ziemlich genau in der geographischen Mitte des Kantons Zürich gelegen, wurde seit je von Westen nach Osten wie von Norden nach Süden stark vom Verkehr tangiert (Verbindungen Winterthur–Zürich und Unterland–Oberland). Nach dem Bau der neuen Landstrasse Zürich–Tagelswangen–Kemptthal–Winterthur, 1841 bis 1845, beklagten Handwerker und Wirtsleute grosse finanzielle Einbussen, da die Fuhrleute nun den alten Weg über Bassersdorf und die mühsame Steig, die meist nur mit Vorspann bewältigt werden konnte, kaum mehr benutzten. Die Einwohnerzahl sank, doch die verlockende Aussicht auf eine Bahnlinie weckte neue Hoffnungen. Am 6. Oktober 1872 beschlossen die Stimmbürger von Bassersdorf «mit an Einmut grenzender Mehrheit», sich mit 100'000 Franken an der zukünftigen Nationalbahnstrecke Winterthur–Zofingen zu beteiligen «in der Meinung, dass eine Station in der nächsten Nähe des Dorfes angelegt werde». Seit 1877 stand also dieser Bahnhof im Herzen von Bassersdorf. Das Dorf wuchs um die Station, die zuerst von der Nationalbahn, später von den Bundesbahnen bedient wurde. Seit Frühjahr 1980 ist der Bahnhof stillgelegt, seit September 2012 abgerissen. Im Zusammenhang mit der neuen Flughafenlinie und dem Ausbau auf Doppelspur wurde am südlichen Dorfrand eine neue Station errichtet. Die Bahn «zerschneidet» die Stadt nicht mehr. Mit der neuen Bahnlinie richtet sich das Leben nun mehr und mehr nach Zürich und dem Flughafen.

Bauliche Entwicklung des Dorfes seit 1920
1920
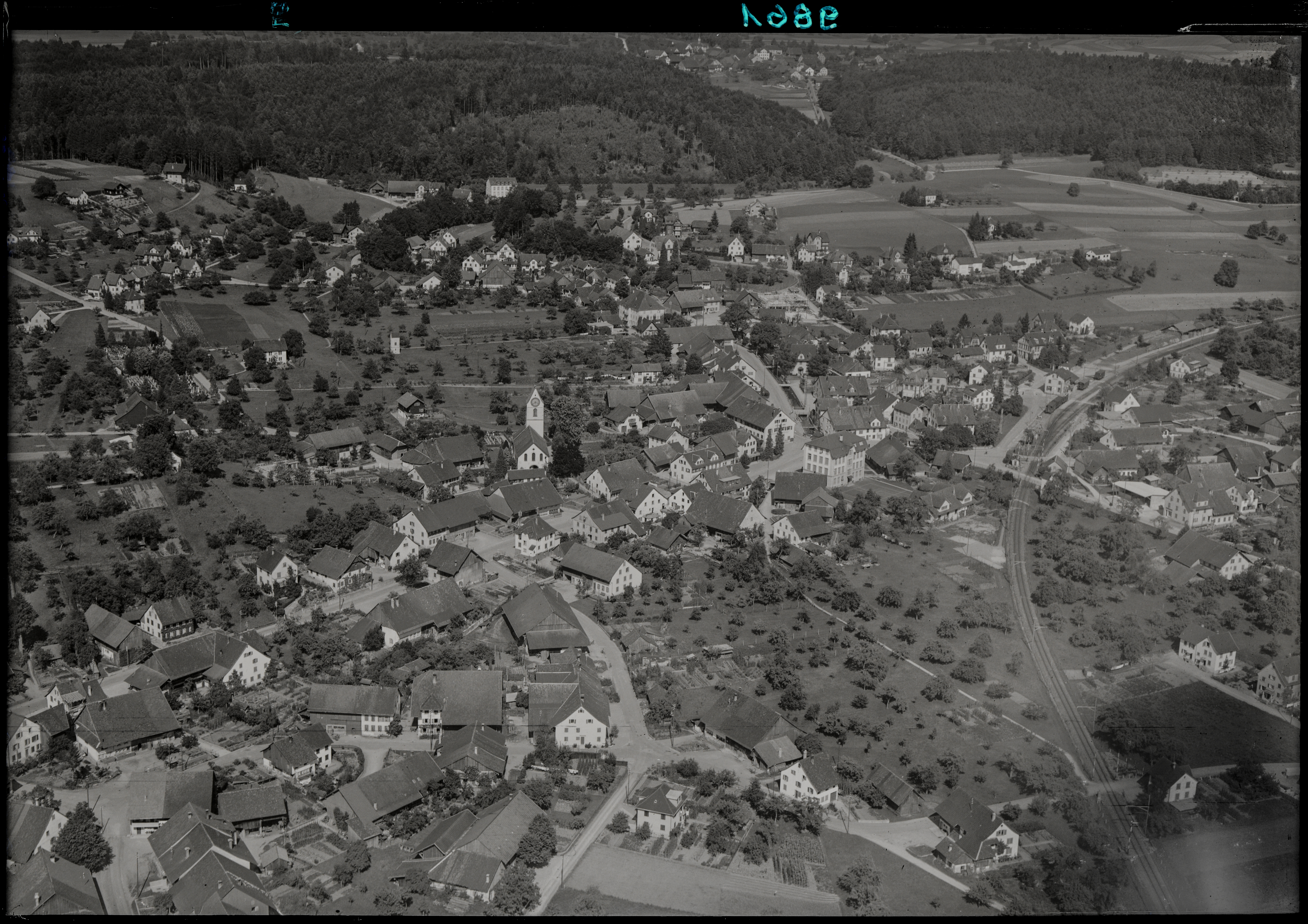
1947
1958
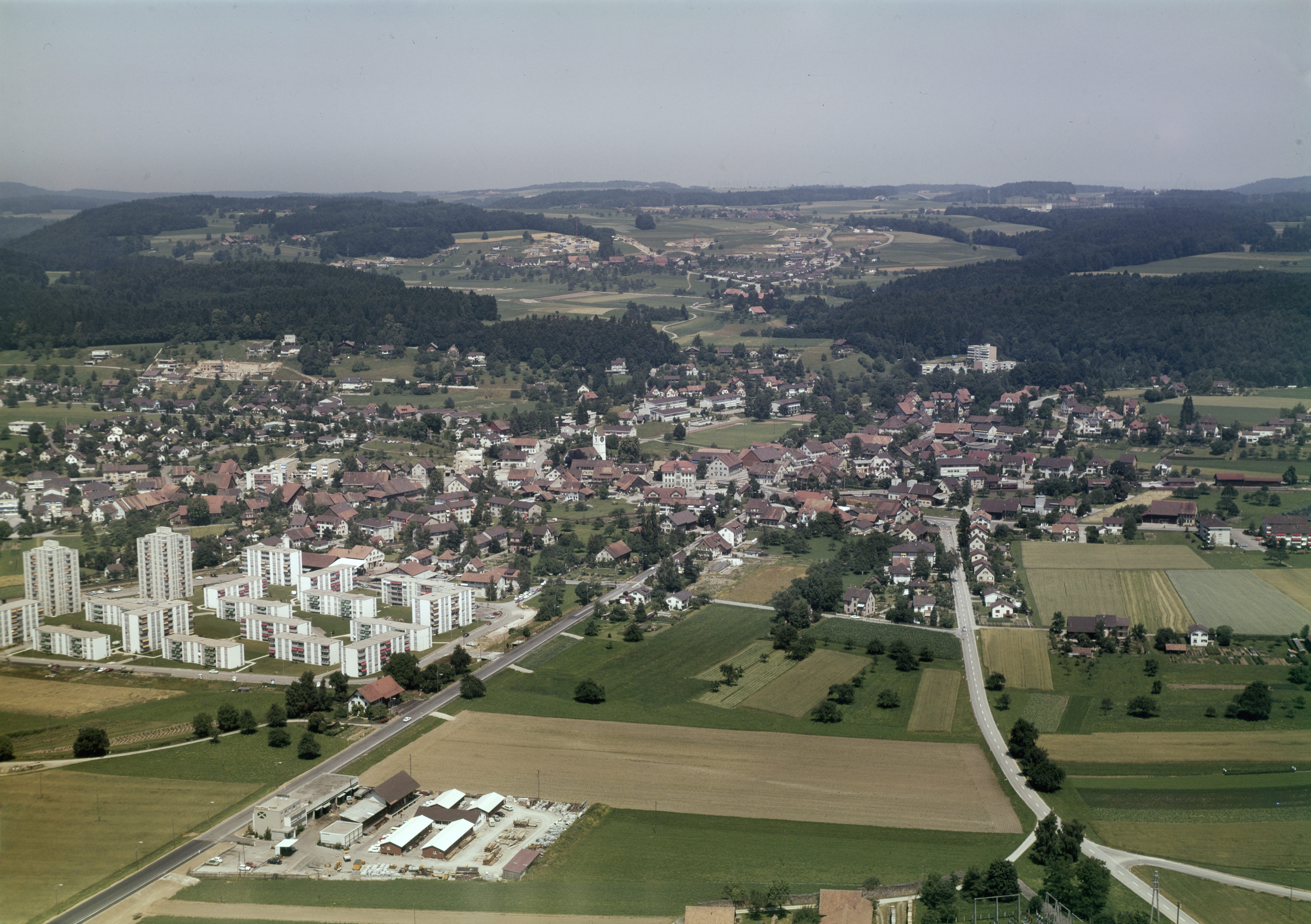
1970
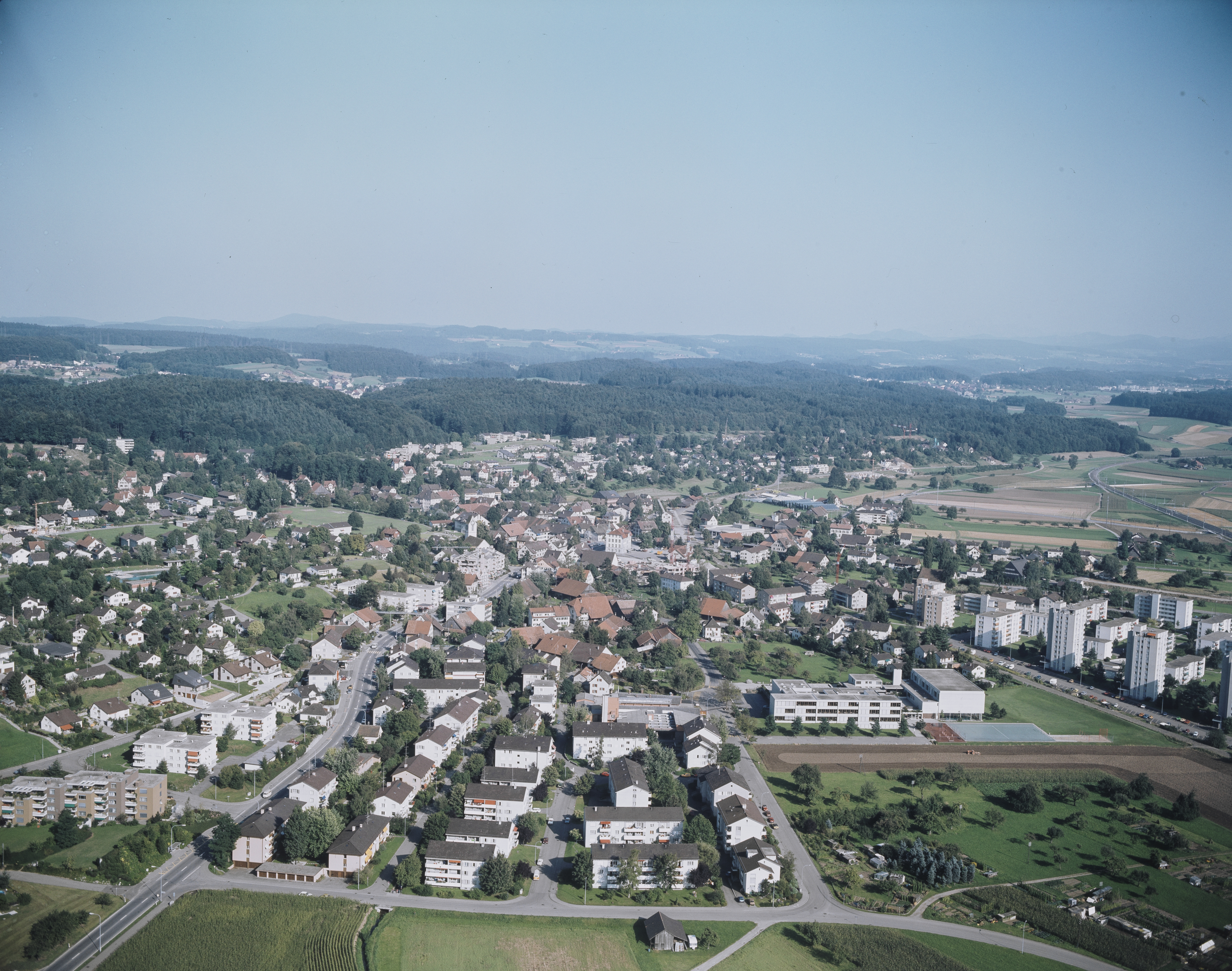
1980
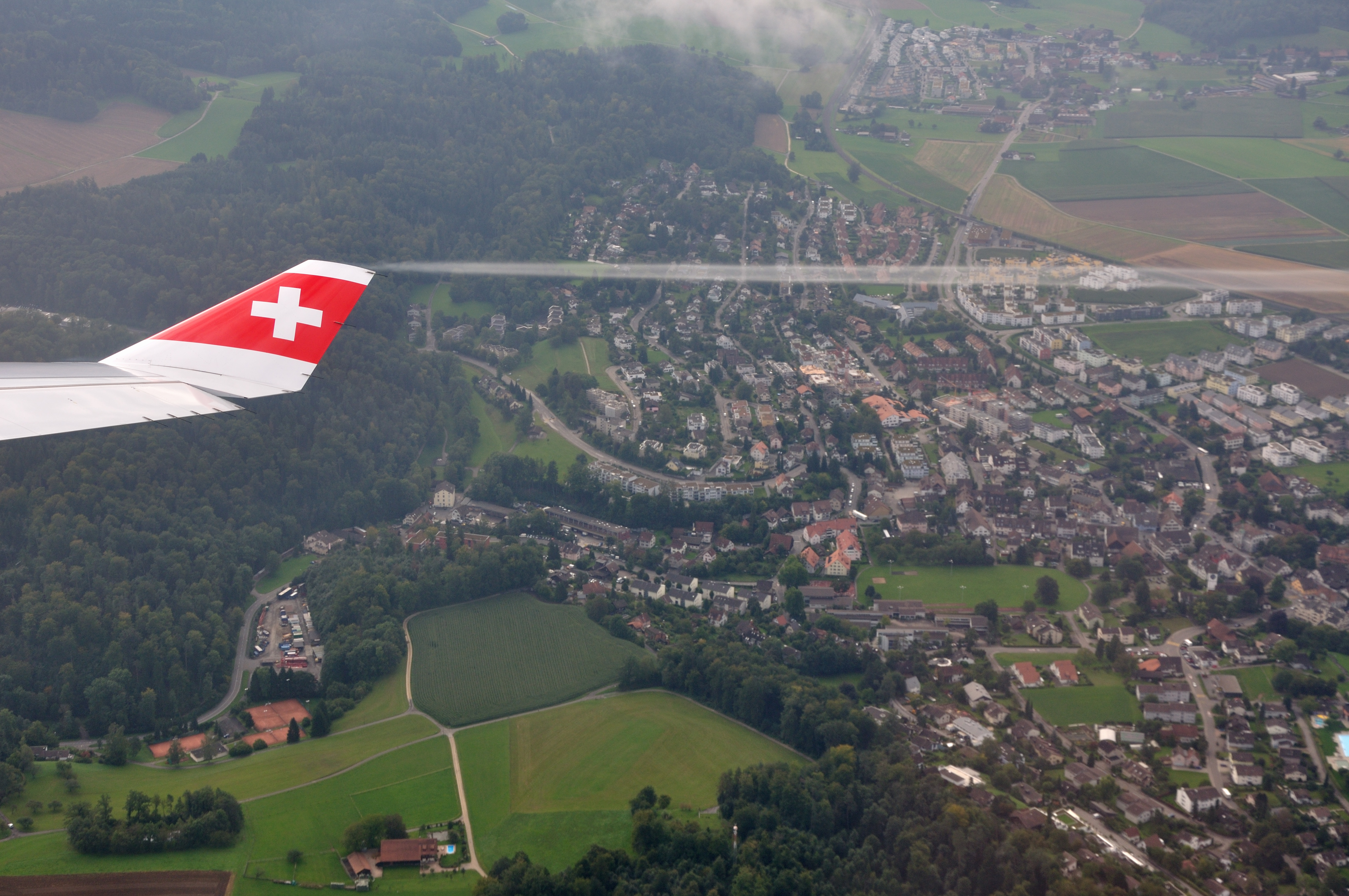
2010

Seit 1931 gehört auch Baltenswil zu Bassersdorf. Mundartname: Baltischwiil. Dieses Dörfchen hat seinen ländlichen Charakter bis heute behalten. 1932 wurde die Siedlung Schatzacker gegründet, die auf der Idee der Freiwirtschaft beruhte.

### Crossair-Absturz 2001
Das erste Mal, dass Bassersdorf in den globalen Medien erwähnt wurde, war beim Absturz einer Crossair-Maschine auf dem Gebiet von Bassersdorf. Der Crossair-Flug 3597 war auf dem Weg vom Flughafen Berlin-Tegel zum Flughafen Zürich, als er am Abend des 24. November 2001 im Landeanflug auf dem Waldboden aufschlug und in Flammen aufging. Dabei starben insgesamt 24 Menschen. Hauptgrund für den Absturz war das Unterschreiten der Mindestsinkflughöhe für das gewählte Anflugverfahren wegen nicht ausreichender Sichtverhältnisse. Beim Absturz kamen ausschliesslich die Passagiere der vorderen Ränge ums Leben, so auch die US-amerikanische Pop-Sängerin Melanie Thornton und zwei der drei Mitglieder der Popgruppe Passion Fruit.

## Wappen
Das Gemeindewappen mit der Blasonierung:
Fünfmal von Silber und Blau schräggeteilt und ein roter Balken
geht auf das Wappen einer Familie «von Bassersdorf» zurück, das erstmals bei Gerold Edlibach (um 1493) belegt ist. Im Wappenbuch von Johannes Stumpf (um 1540) ist der Schild siebenmal schräggeteilt, in der Gygerkarte von 1667 sechsmal. Im 18. Jahrhundert setzte sich ein anderes Wappen durch, erstmals belegt 1719 im Dekanatsbuch des Pfarrkapitels Regensberg: In Rot mit goldenem Schildrand ein blauer Reichsapfel mit goldenem Kreuz. Seit 1885 führte der Gemeinderat dieses Wappen in seinem Stempel. Bei der Bereinigung der Zürcher Gemeindewappen entschied der Gemeinderat am 5. Juni 1930, zum älteren Wappen in der bei Edlibach belegten Form zurückzukehren.

## Kultur und Medien

### Fasnacht
Bassersdorf hat die wahrscheinlich grösste und bedeutendste Fasnacht im Zürcher Unterland. Sie wird jedes Jahr von einer fünfstelligen Zahl Teilnehmern wie auch Gästen besucht und ist ein wichtiger Eckstein im kulturellen Stadtleben.

### Bassersdorfer Sechseläuten
Der Brauch, Ende April einen Heu-Schneemann, den sogenannten Böögg, zu verbrennen, wird seit 2004 gepflegt. Der Böögg stellt jeweils eine bestimmte Gestalt einer geächteten Person dar, unter anderem den ehemaligen libyschen Diktator Muammar al-Gaddafi oder den nordkoreanischen Staatschef Kim Jong-un. Im Jahr 2022 sorgte diese Personifizierung für Diskussionen, als der Böögg die Gender-diversity-Bewegung darstellen sollte und die Figur mit Brüsten, einem männlichen Geschlechtsteil, eine Hälfte des Gesichts mit Lippenstift, die andere mit einer Glatze, einem Schlips und einem Rock in den Farben der Regenbogenflagge gestaltet war. Gutheissende Resonanz gaben der anwesende Winterthurer Stadtpräsident Mike Künzle (Die Mitte) und der Bassersdorfer Gemeinderat. Ein Bassersdorfer hat die teilnehmenden Behördenmitglieder des Gemeinderates bei der zuständigen Staatsanwaltschaft angezeigt, da diese verpflichtet seien, gegen Diskriminierung vorzugehen. Die Zürcher Staatsanwaltschaft hat die Anzeige abgewiesen, «da der Anlass in Bassersdorf keinen der genannten Straftatbestände erfüllte».

### Medien
Da Bassersdorf zum Bezirk Bülach im Kanton Zürich zugehört, ist das offizielle Publikationsorgan der Gemeinde der Zürcher Unterländer. Nebenher gibt es noch eine regionale Publikation namens Dorf-Blitz, die auch in den Gemeinden Brütten und Nürensdorf erscheint.

### Sehenswürdigkeiten
Ehemaliger Gasthof und heutiges Wohnhaus Haus Adler Bassersdorf.

## Persönlichkeiten
- Eduard Schäubli (1866–1923), Lehrer, Unternehmer und Politiker
- Karl Otto Hügin (1887–1963), Maler, Zeichner, Grafiker, Kunstpädagoge und Redaktor, erster Ehrenbürger (1962) von Bassersdorf
- Karl Schmid (1907–1974), Germanist, Lehrer und Ordinarius für deutsche Sprache und Literatur, lebte von 1940 bis zu seinem Tod in Bassersdorf
- Max Werner Lenz (1887–1973), Schauspieler, Regisseur, Kabarettist und Autor, seit 1970 Ehrenbürger von Bassersdorf
- Elsie Attenhofer (1909–1999), Kabarettistin, Schauspielerin, Schriftstellerin und Diseuse, lebte und starb in Bassersdorf (ab 1940 verheiratet mit Karl Schmid)
- Rainer E. Gut (1932–2023), Bankmanager, lebte in Bassersdorf